# Spanish Town
Spanish Town è l'ex capitale spagnola (col nome di Santiago de la Vega) e britannica della Giamaica spagnola, dal 1534 al 1872. La città ospita alcune memorie della Giamaica, come gli archivi nazionali, una piccola popolazione e la più antica Chiesa anglicana esistente al di fuori dell'Inghilterra.